# اسقف‌نشین رم

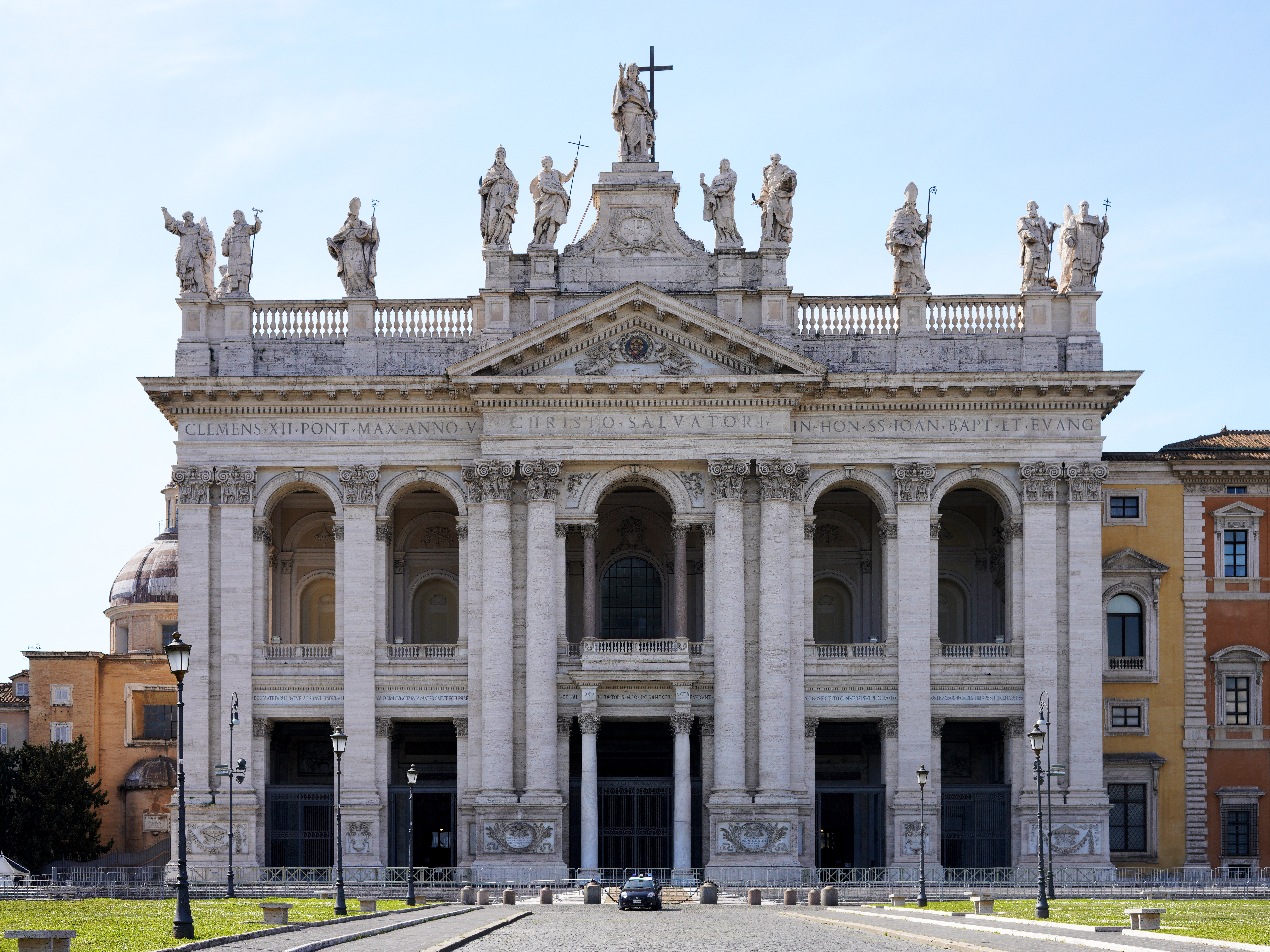
بازیلیکای سنت جان لاتران

اسقف‌نشین رم (به لاتین: Dioecesis Urbis seu Romana و به ایتالیایی: Diocesi di Roma) در ایتالیا به مرکزیت رم با رهبری پاپ است. با توجه به سریر مقدس، منطقه پاپی یک موجودیت مستقل سیاسی با یک قلمرو قدرت داخلی بر دولت‌شهر واتیکان موجود در شهر رم است. پطرس نخستین اسقف رم بود و از 8 می 2025 لئون چهاردهم در این جایگاه هست.